# Чемпионат России по тхэквондо 2024
Чемпионат России по тхэквондо 2024 года среди мужчин и женщин прошёл с 5 по 11 ноября во дворце спорта в Нальчике. В турнире заявлено на участие 426 спортсменов.

## Медалисты

### Мужчины
| Весовая категория | Золото                                                   | Серебро                                         | Бронза                                                                                    |
| ----------------- | -------------------------------------------------------- | ----------------------------------------------- | ----------------------------------------------------------------------------------------- |
| до 54 кг          | Дмитрий Балахнеев · Самарская область                    | Артём Гончаренко · Краснодарский край           | Гусейн Казимагомедов · Дагестан Павел Виноградов · Санкт-Петербург                        |
| до 58 кг          | Кантемир Бицуев · Кабардино-Балкария                     | Владимир Гриценко · Санкт-Петербург             | Магомедгаджи Магомедов · Дагестан Сергей Кирсанов · Татарстан                             |
| до 63 кг          | Максим Осин · Москва                                     | Михаил Артамонов · Санкт-Петербург              | Идар Багов · Московская область · Кабардино-Балкария Даниил Ермаков · Ульяновская область |
| до 68 кг          | Джавид Магеррамов · Санкт-Петербург                      | Дмитрий Шишко · Санкт-Петербург                 | Игорь Яковлев · Москва Эрик Насуллаев · Адыгея                                            |
| до 74 кг          | Кадырбеч Дауров · Адыгея                                 | Муслим Ахтаев · Татарстан                       | Гасан Магомедов · Москва Амаль Агержаноков · Карачаево-Черкесия                           |
| до 80 кг          | Степан Слепов · Ханты-Мансийский автономный округ — Югра | Карим Рамазанов · Московская область            | Эмиль Алиев · Татарстан Владислав Шиманский · Санкт-Петербург                             |
| до 87 кг          | Иван Скудрит · Санкт-Петербург                           | Владислав Будин · Москва                        | Рафаэль Камалов · Самарская область Александр Пряжников · Москва                          |
| свыше 87 кг       | Рафаиль Аюкаев · Самарская область                       | Владислав Ларин · Карелия · Сахалинская область | Никита Крючков · Челябинская область Павел Койко · Московская область                     |

### Женщины
| Весовая категория | Золото                                                    | Серебро                                  | Бронза                                                                   |
| ----------------- | --------------------------------------------------------- | ---------------------------------------- | ------------------------------------------------------------------------ |
| до 46 кг          | Милана Бекулова · Московская область · Кабардино-Балкария | Анастасия Артамонова · Санкт-Петербург   | Алиса Ангелова · Самарская область Амина Хутова · Карачаево-Черкесия     |
| до 49 кг          | Ирина Рогозина · Самарская область                        | Маргарита Алиева · Карачаево-Черкесия    | Виктория Ерёмина · Самарская область Галина Медведева · Москва           |
| до 53 кг          | Софья Ефиценко · Приморский край                          | Екатерина Шорохова · Челябинская область | Анастасия Субботина · Москва Азиза Гусейнова · Дагестан                  |
| до 57 кг          | Маргарита Близнякова · Челябинская область                | Анна Зяблицева · Самарская область       | Даяна Бадмаева · Калмыкия Полина Дзарагазова · Ленинградская область     |
| до 62 кг          | Анастасия Баннова · Самарская область                     | Кира Скворцова · Самарская область       | Виктория Кучина · Краснодарский край Арина Сагайдачная · Москва          |
| до 67 кг          | Лилия Хузина · Санкт-Петербург                            | Ульяна Крадинова · Санкт-Петербург       | Анна Кущ · Санкт-Петербург Виктория Железнова · Воронежская область      |
| до 73 кг          | Анастасия Космычева · Москва                              | Елизавета Степанова · Москва             | Полина Хан · Ростовская область Анна Пеконкина · Челябинская область     |
| свыше 73 кг       | Кристина Адебайо · Москва                                 | Линара Муслимова · Ульяновская область   | Анна Крапивка · Воронежская область Полина Шведкова · Краснодарский край |